# John Abell
John Abell (ur. 1652 w Aberdeen; zm. w 1724 w Cambridge) – szkocki kompozytor i lutnista, śpiewak klasyczny (kontratenor).
Abell był początkowo członkiem chóru Royal Chapell. Przechrzcił się na katolicyzm i opuścił Anglię gdy Jakub II Stuart opuścił kraj. Objeździł wiele europejskich krajów, odwiedził między innymi księstwo Hesji i jego stolicę Kassel. W roku 1700 powrócił do kraju. Od 1702 do 1704 służył u jednego z angielskich książąt w Irlandii.
John Abell był kompozytorem zbiorów pieśni. Jego angielskie pieśni mają wydźwięk patriotyczny. Pod koniec życia spróbował swych sił jako śpiewak.